# Эль-Баяд (вилайет)
Эль-Бая́д (араб. ولاية البيض‎) — вилайет в восточной части Алжира.
Административный центр вилайета — город Эль-Баяд.

## Географическое положение
Вилайет Эль-Баяд расположен на переходе между Сахарским Атласом и пустыней Сахара.
Эль-Баяд граничит с вилайетами Тиарет и Саида на севере, Лагуат и Гардая на востоке, Адрар на юге, Бешар и Наама на западе.

## Административное деление
Вилайет разделен на 8 округов и 22 коммун.

### Округа

Округа вилайета Эль-Баяд.

| № на карте | Округ                                       | Число коммун |
| ---------- | ------------------------------------------- | ------------ |
| 1          | Эль-Баяд (El Bayadh)                        | 1            |
| 2          | Рогасса (Rogassa)                           | 3            |
| 3          | Брезина (Brezina)                           | 3            |
| 4          | Эль-Абиод-Сиди-Шейх (El Abiodh Sidi Cheikh) | 4            |
| 5          | Бугтуб (Bougtoub)                           | 3            |
| 6          | Челлала (Chellala)                          | 2            |
| 7          | Буссемгун (Boussemghoun)                    | 1            |
| 8          | Буалем (Boualem)                            | 5            |